# Харківський радіотехнічний коледж
Харківський радіотехнічний коледж — державний вищий навчальний заклад І рівня акредитації, підпорядкований Міністерству освіти і науки, молоді та спорту України та розташований у Харкові.

## Структура
Директор коледжу — Стрюк Константин Миколайович, (попередник Іващенко В'ячеслав Васильович).
В коледжі є наступні відділення та підрозділи:

### Відділення
- Відділення програмування (скорочено ПР). Зав. відділенням: Хорунжа Н. Ю.
- Відділення радіоелектроніки (Р). Зав. відділенням: Холопов В. В.
- Відділення обслуговування комп'ютерної техніки (КІ). Зав. відділенням: Романовська І. О.
- Відділення обслуговування станків та верстатів з ЧПК (ОВ).
- Відділення мікроелектроніки (М).
- Відділення обробки металів (ОМ).

### Інше
- Обчислювальний центр. Завідувач: Пшеняник О. Б.
- Бібліотека (з фондом у 75 000 прим.)
- Читальна зала з окремим фондом.

## Будівля
Будівля коледжу зведена в 1902—1906 роках за проектом архітекторів Михаловського Б. Г. та братів Загоскіних. Будівля є пам'яткою архітектури Харкова, охорон. № 85. В ній була розташована Рада гірничопромисловців півдня Росії. Вона являє собою 2-3-ох поверхову будівлю з прибудовою у дворі.
Окрім коледжу в будівлі розташована міська їдальня та виробниче приватне підприємство.
На другому поверсі навчального корпусу розташована актова зала, архітектурна пам'ятка, що потребує реконструкції.
Частина інтер'єру збереглася в оригінальному вигляді (наприклад, гранітні сходи), частина була змінена в радянські часи. За часів радянської влади був добудований корпус зі спортивною залою та обчислювальним центром.

## Технічне забезпечення коледжу
Наразі в коледжі є більше ніж 5 комп'ютерних лабораторій, три з яких розташовані в обчислювальному центрі. Деякі кабінети обладнані проекторами.

## Цікаві факти
- На першому поверсі, в одній з аудиторій розташовані курси водіїв.
- Навпроти коледжу розташований Дім Саламандри, чий двір є традиційним місцем відпочинку та весілля для студентів коледжу.
- На будівлі коледжу розташовані так звані «оральні решітки».
- На стіні коледжу розташована пам'ятна дошка, присвячена Кричевському Василю Григоровичу, автору Малого Герба України, який працював тут.
- У деяких аудиторіях лежить паркет, що не мінявся з самого будівництва будівлі, він перебуває в непоганому стані.